# Гайменгаузен
Гайменгаузен (нім. Heimenhausen) — громада  в Швейцарії в кантоні Берн, адміністративний округ Верхнє Ааргау.

## Географія
Громада розташована на відстані близько 35 км на північний схід від Берна.
Гайменгаузен має площу 5,8 км², з яких на 11,6% дозволяється будівництво (житлове та будівництво доріг), 52,7% використовуються в сільськогосподарських цілях, 34,9% зайнято лісами, 0,7% не є продуктивними (річки, льодовики або гори).

## Демографія
2019 року в громаді мешкало 1140 осіб (+13,3% порівняно з 2010 роком), іноземців було 8,2%. Густота населення становила 195 осіб/км².
За віковим діапазоном населення розподілялося таким чином: 19,6% — особи молодші 20 років, 61,4% — особи у віці 20—64 років, 18,9% — особи у віці 65 років та старші. Було 506 помешкань (у середньому 2,2 особи в помешканні).
Із загальної кількості 171 працюючого 54 було зайнятих в первинному секторі, 51 — в обробній промисловості, 66 — в галузі послуг.